# 吴坚 (1920年)
吴坚（1920年5月27日—2008年1月20日），原名常延青，字碧春，河南孟县人，中华人民共和国文化工作者、政治人物，中共甘肃省委原宣传部长，甘肃省人大常委会原副主任，敦煌研究院原首席顾问。

## 生平
1920年5月27日生于河南省孟县西虢镇干沟桥村。家有姊妹七人，他排行第二。早年曾在小学任教。1938年2月参加革命工作。1939年2月加入中国共产党。1940年，在延安陕北公学社会科学部学习。后在陕甘宁边区从事文艺创作工作，曾自编自导《南京闹剧》《一支枪》《翻过这架山》等革命戏剧或歌曲。1950年至1953年，任宁夏省政府文化局局长、宁夏省文艺界联合会主席。1954年2月，任宁夏省工业厅副厅长。1954年11月至1966年，历任中共甘肃省委宣传部副部长、文教部副部长。文化大革命期间受到冲击。1972年后，历任甘肃农业机械厂厂长、甘肃省科学技术管理局局长。1977年至1983年，任中共甘肃省委宣传部副部长、部长，文艺界联合会主席。主持并参与了大型民族舞剧《丝路花雨》的创作与演出工作。1983年5月至1986年5月，任甘肃省人大常委会副主任。1986年，任甘肃省顾问委员会副主任。1987年，任甘肃老年大学校长。1990年，任甘肃省关心下一代工作委员会主任。1990年至1991年，主编出版《中国西北文献丛书》。
他是甘肃省第五至七届人大代表，第三届省政协委员。还是中国戏剧家协会会员，全国文联委员。
2008年1月20日17时在兰州逝世。